# Grophon
Grophon (altgriechisch Γρόφων) war ein griechischer Bildhauer von der Insel Melos, der Ende des 7. oder Anfang des 6. Jahrhunderts v. Chr. tätig war.
Grophon ist von zwei Signaturen bekannt, von denen die eine auf Melos und die andere im Zeusheiligtum von Olympia gefunden wurde. Aus Melos ist eine Säule aus parischem Marmor erhalten, die sich heute im Besitz der Antikensammlung Berlin befindet. Auf ihr befindet sich die Inschrift 
παῖ Διός, Ἐκπℎάντοι δέξαι τόδ’ ἀμ[ε]νπℎὲς ἄγαλμα·
σοὶ γὰρ ἐπευκℎόμενος τοῦτ’ ἐτέ[λ]εσσε γρόπℎον.
deren letztes Wort lange als unklare Verbform angesehen wurde, bis die Inschrift von Anton Elter richtig gedeutet werden konnte. Bis dahin wurde der Name des Stifters Ekphantos auch als Künstlername angesehen. Es wird davon ausgegangen, dass es sich bei der Statue um ein Bildnis der Athena handelte, da es ihr zu Ehren gestiftet wurde. Dass es sich bei Grophon um einen Melier handelt, geht aus der Inschrift aus Olympia hervor, in der das Ethnikon angegeben ist. Diese Inschrift befindet sich auf Fragmenten, die ebenfalls von einer Säule aus parischem Marmor stammen.